# Zoo (serie de televisión)
Zoo es una serie de televisión estadounidense basada en la novela homónima de James Patterson y Michael Ledwidge, que también es productor ejecutivo de la serie, protagonizada por Jimmy Wolk, Kristen Connolly, Nonso Anozie, Nora Arnezeder y Billy Burke como un grupo de profesionales que investigan la misteriosa pandemia de animales violentos que atacan contra los seres humanos en todo el mundo.
Zoo se estrenó el 30 de junio de 2015 en CBS. CBS renovó la serie por una tercera temporada en agosto de 2016, que se emitió entre el 29 de junio y el 21 de septiembre de 2017. El 23 de octubre de 2017, CBS anunció que la serie se cancelaba después de tres temporadas.

## Argumento
Ataques de animales violentos contra los seres humanos se están produciendo en todo el mundo. Jackson Oz, un zoólogo estadounidense (James Wolk) y su amigo de Kenia, Abraham (Nonso Anozie), un guía de safari, así como una reportera de Los Ángeles (Kristen Connolly), un patólogo veterinario peculiar (Billy Burke), y una agente de la inteligencia francesa (Nora Arnezeder) son reclutados para iniciar una investigación sobre la misteriosa epidemia que provoca que los animales ataquen a las personas de manera cada vez más feroz y coordinada.

## Elenco

### Elenco principal
- James Wolk como Jackson Oz.
- Kristen Connolly como Jamie Campbell.
- Nonso Anozie como Abraham Kenyatta.
- Nora Arnezeder como Chloe Tousignant.
- Billy Burke como el doctor Mitch Morgan.
- Alyssa Diaz como Dariela Marzan (temporada 2).
- Josh Salatin como Logan (temporada 2).

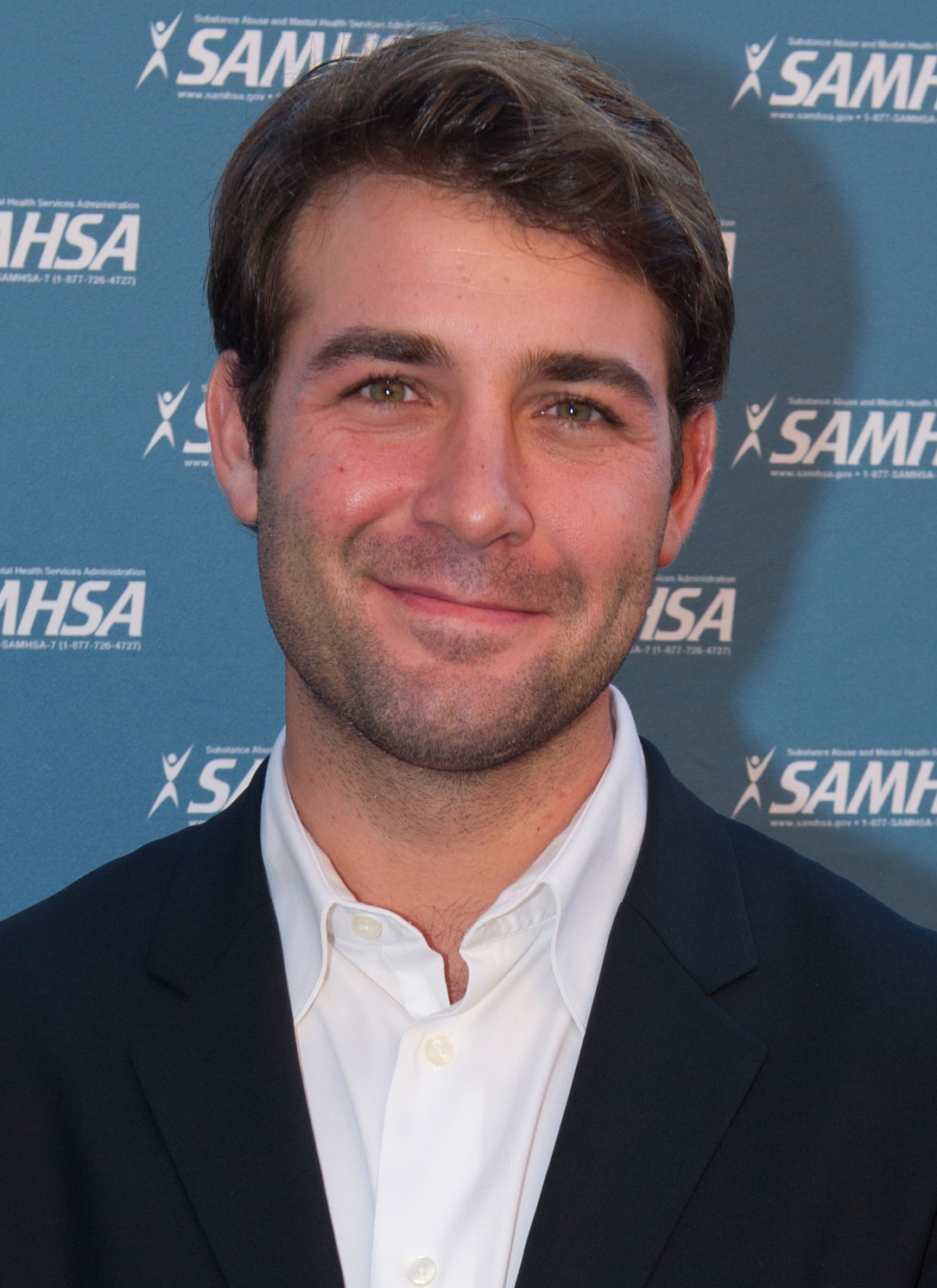
James Wolk como Jackson Oz.
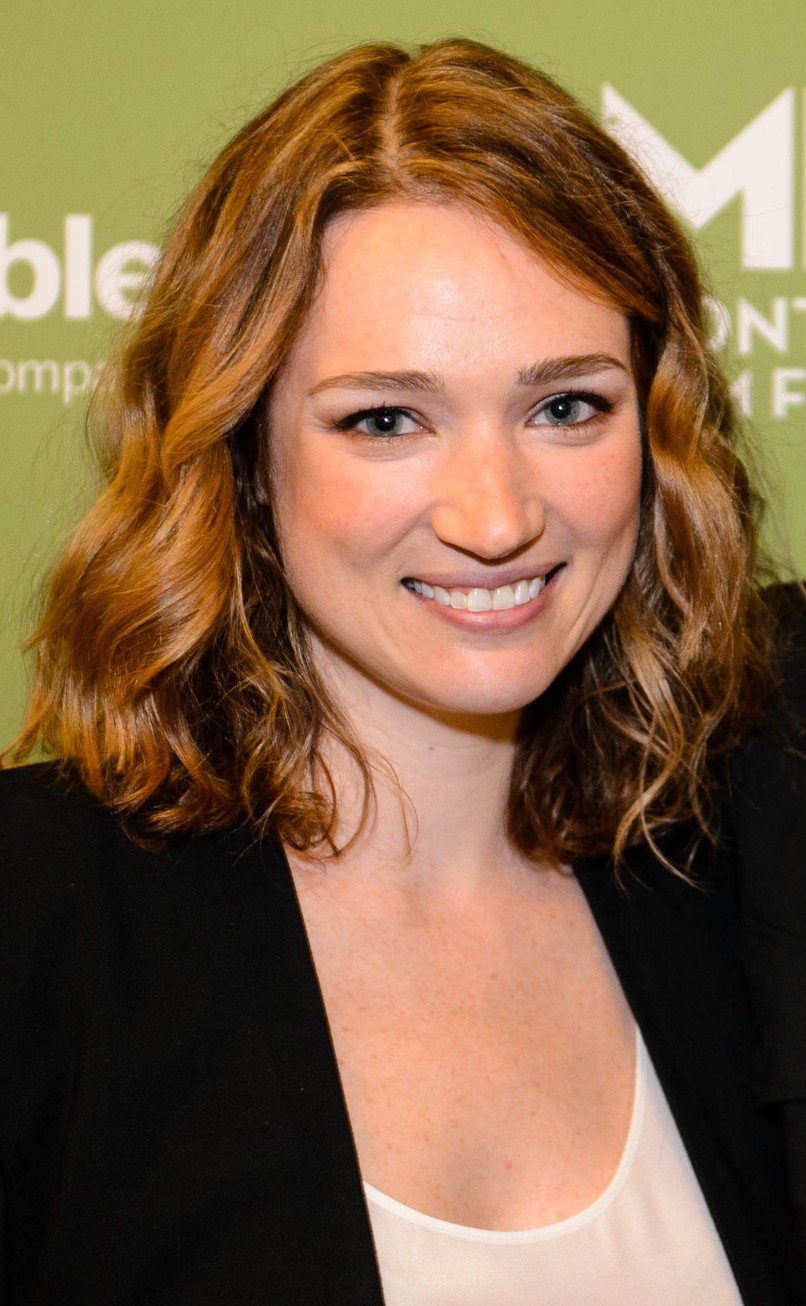
Kristen Connolly como Jamie Campbell.
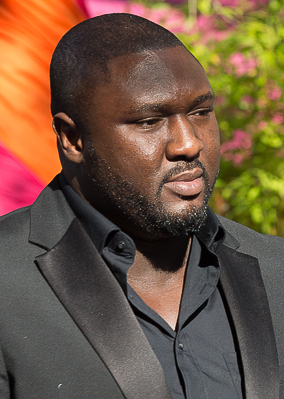
Nonso Anozie como Abraham Kenyatta.
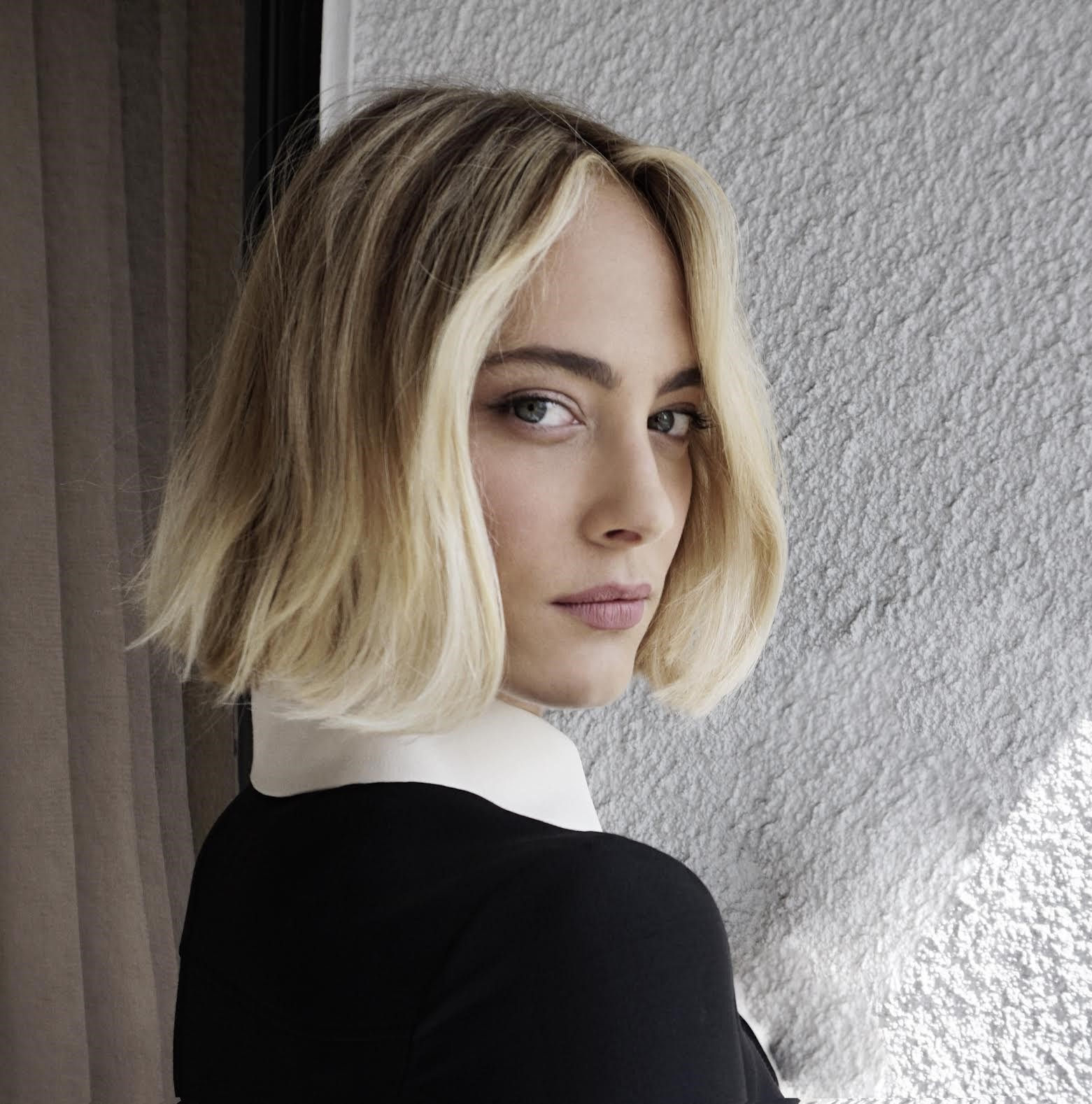
Nora Arnezeder como Chloe Tousignant.
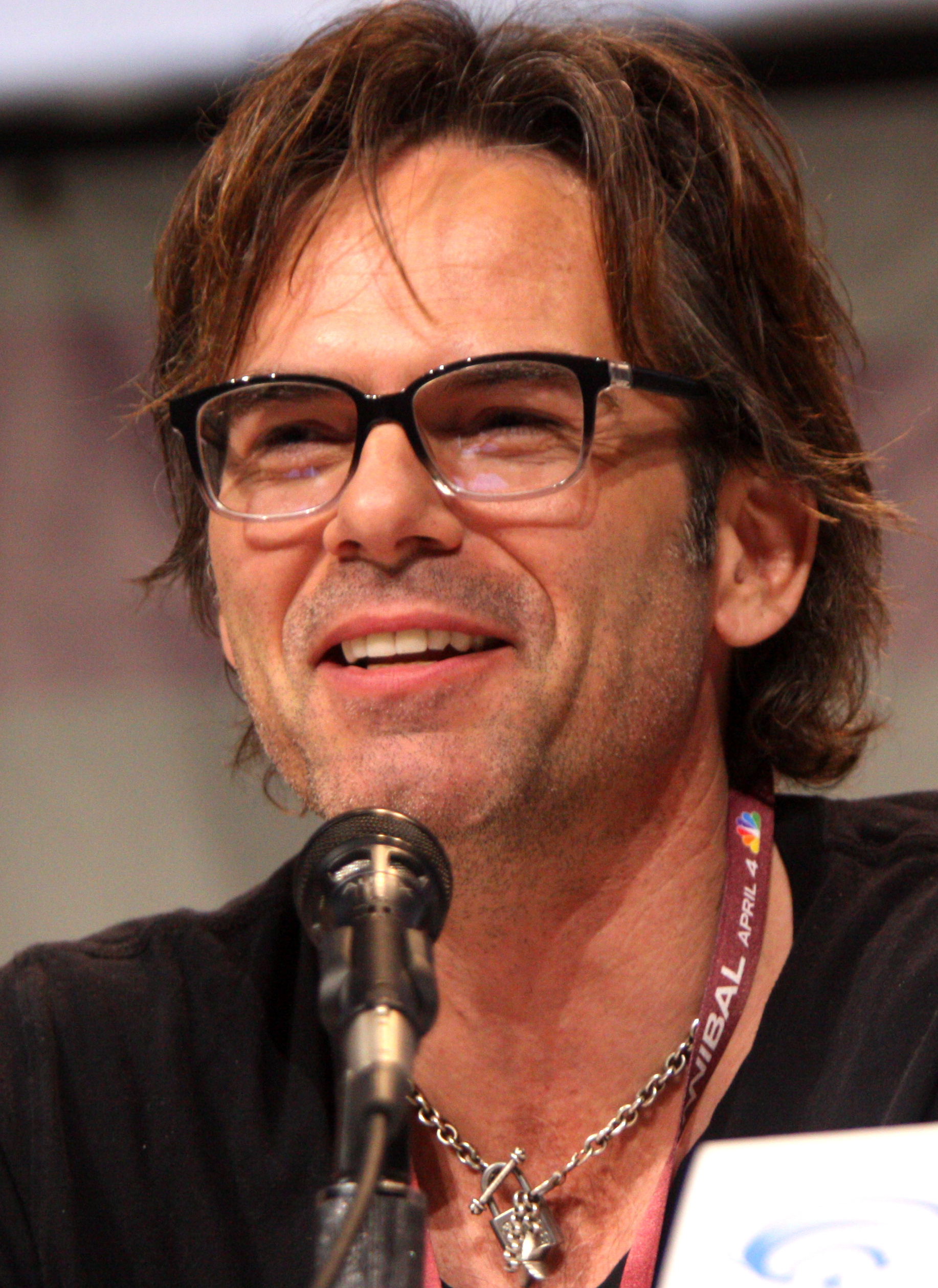
Billy Burke como Mitch Morgan.

### Elenco recurrente
- Ken Olin como el profesor Robert Oz.
- Peter Outerbridge como Andrew Davis.
- Henri Lubatti como Gaspard Alves.
- Marcus Hester como Evan Lee Hartley.
- Carl Lumbly como Delavenne.
- Geoff Stults como el agente del FBI Ben Shaffer.
- Madison Wolfe como Clementine Lewis.
- Anastasia Griffith como Audra Lewis.
- Gonzalo Menendez como Gustavo Silva.
- Michael Scott como Enzo.
- Yvonne Welch como Gabriela Machado.
- Steven Culp como Clayton Burke.
- Xander Berkeley como Ronnie "Dogstick" Brannigan.
- Warren Christie como Ray Endicott.
- Jayne Atkinson como Amelia Sage.

### Elenco invitado
- Brian Tee como Philip Weber
- Tamara Tunie como Brenda Montgomery.
- Bess Armstrong como la doctora Elizabeth Oz.
- Tamlyn Tomita como Minako Oz.
- Jay Paulson como Leo Butler.
- James DuMont como Miss Humbolt Swinney.
- Simon Kassianides como Jean-Michel Lion.
- Scottie Thompson como la sheriff Rebecca Bowman.
- David Jensen como Victor Holman.
- Raul Antonio como Rambo.

## Episodios
| Temporada | Temporada | Episodios | Emisión original    | Emisión original         |
| Temporada | Temporada | Episodios | Inicio              | Final                    |
| --------- | --------- | --------- | ------------------- | ------------------------ |
|           | 1         | 13        | 30 de junio de 2015 | 15 de septiembre de 2015 |
|           | 2         | 13        | 28 de junio de 2016 | 6 de septiembre de 2016  |
|           | 3         | 13        | 29 de junio de 2017 | 21 de septiembre de 2017 |

## Producción

### Desarrollo
En octubre de 2013 se anunció que CBS le había dado a Zoo "una rara producción piloto resultante de la unión de los CBS TV Studios". En julio de 2014, se concedieron otros 13 capítulos a la serie, para la programación de verano.
La serie se estrenó el 30 de junio de 2015 en CBS. El 2 de octubre de 2015, CBS renovó Zoo por una segunda temporada, que se estrenó el 28 de junio de 2016. El 10 de agosto de 2016, se renovó la serie por una tercera temporada, que se estrenó el 29 de junio de 2017.

### Casting
James Wolk fue el primero en realizar el casting, en noviembre de 2014, seguido por, el mismo mes, Nora Arnezeder y Nonso Anozie. La mayor parte del casting se cerró en enero de 2015, con Kristen Connolly y Billy Burke. En febrero, Geoff Stults aplicó para un personaje de "arco multiepisódico". En marzo, Carl Lumbly obtuvo un papel recurrente.
En marzo de 2016, Josh Salatin y Alyssa Diaz se sumaron al elenco como personajes regulares. En abril, Joanne Kelly fue elegida para un papel recurrente.
En diciembre de 2016, Gracie Dzienny, que actuó como estrella invitada al final de la segunda temporada, consiguió un papel regular durante la tercera temporada. En enero de 2017, Aleks Paunovic obtuvo un papel recurrente. En febrero, Athena Karkanis, Hilary Jardine, y Sophina Brown entraron a formar parte del elenco como personajes recurrentes.

### Rodaje
La serie se comenzó a rodar en Nueva Orleans en enero de 2015. La producción de la segunda temporada comenzó a filmarse en febrero de 2016 en Vancouver, y sus alrededores. La tercera temporada comenzó a rodarse a mediados de enero de 2017, también en torno a Vancouver.

## Emisión
Zoo se emitió en Australia un día después que Estados Unidos. La serie se estrenó simultáneamente en Canadá, así como en el Reino Unido e Irlanda.